# Домбрувка-Малиці
Домбрувка-Малиці (пол. Dąbrówka-Malice) — село в Польщі, у гміні Зґеж Зґерського повіту Лодзинського воєводства.